# Karsjö
För sjöar med snarlika namn, se: Karsjön
Karsjö är en by i Järvsö distrikt (Järvsö socken) i Ljusdals kommun. Mellan 2015 och 2020 avgränsade SCB här en småort som också sträcker sig in i Bollnäs kommun (Undersviks distrikt).
Karsjö var tidigare känt för sin ångsåg, med en dubbel och en enkel ram, tillhörig Iggesunds Bruk.